# Zig & Sharko
Zig & Sharko är en fransk tecknad barnkomediserie skapad och regisserad av Olivier Jean-Marie och producerad av animationsstudion Xilam. För närvarande har de bara två släppta säsonger. Andra säsongen sändes 2016, en tredje är planerad att komma ut 2018.

## Handling
Serien handlar om en svältande hyena, Zig, som bor på en vulkanö tillsammans med sin bästa kompis Bernie, som är en paguroidea. Zigs enda mål är att få tag i sjöjungfrun Marina som föda, men hon skyddas av en vithaj, Sharko, som är Marinas bästa vän och tycker om att göra livet surt för Zig.